# Ustina
Ustina (bułg. Устина) – wieś w południowej Bułgarii, w obwodzie Płowdiw, w gminie Rodopi.